# 周义
周义（1861年—1911年），又名周三，湖南宁乡人，晚清雕刻家。与画家杨世焯、湘绣家肖咏霞一起都是宁乡麻山人，三人被誉为“宁乡三绝”，也被誉为“麻山三杰”。

## 生平
周义小时候曾在私塾读过书，私塾对面居住着一家雕刻工。周义经常逃课去偷学雕刻技艺，回家后在自己的床头练习雕刻。他的父亲发现后曾大怒和鞭打他，这些都没有使他放弃对雕刻的爱好。后来大画家杨世焯在家中开设了绣馆，他就去报名学习。周义师从杨世焯多年，学成而归，且名扬海内。1911年，周义逝世，遗骸埋藏于长沙南门外。